# Музей фольклора Локтака
Фольклорный музей Локтака или фольклорный музей Танга — народный музей на острове Танга в озере Локтак в Манипуре, Индия. Здесь хранится и экспонируется коллекция художественных, культурных и исторических артефактов, связанных с озером Локтак. В музее хранятся артефакты народных обычаев и верований, народной медицины, народной литературы, связанные с озером Локтак.

## История
В 2016 году семья Тонгбрам во главе с Тонгбрамом Амарджитом выступила с инициативой по созданию Фольклорного музея Локтака в Танга Тонгбрам Лейкай в Танге, район Бишнупур, Манипур. Музей был открыт Тонгбрамом Мангибабу, на тот момент членом Законодательного собрания (MLA) избирательного округа Тханга в 2016 году. На открытии мероприятия председательствовал доктор К. Сушила, директор по искусству и культуре правительства Манипура.

## Коллекции и особенности
Коллекции Музея фольклора Локтака включают рыболовные снасти, использовавшиеся рыбаками прошлых времен, а также литературу из собрания Мойранг Канглейрол, ранее разбросанную по Танге и прилегающим регионам. Здесь также хранятся изображения сверхъестественных и смертных существ, а также традиционные ручные ткацкие станки и принадлежности для ремесленного ткачества.
Внутри музея разрешена фото- и видеосъемка.

## Выставки
В октябре 2019 года в течение трёх дней (3-5 октября) в разных местах Манипура проходил Фестиваль поэзии Бангла Манипури. Второй день фестиваля провходил в Фольклорном музее Локтака. Организаторами мероприятия выступили Библиотечно-информационный центр (LIC), Kakching и Sahitya Thoupang Lup (Sathoulup), Импхал.
В 2021 году в Фольклорном музее Локтака прошла выставка произведений искусства «Кален» (в честь лунного месяца Мэйтей, в который поклоняются Уманг Лай и проходит праздник Лай Хараоба). Её целью и задачей была популяризация культурного наследия и значения озера Локтак.